# I. Vilmos holland király
I. Vilmos (teljes nevén Willem Frederik; Hága, 1772. augusztus 24. – Berlin, 1843. december 12.) Hollandia királya és Luxemburg első nagyhercege. Előbb Nassau-Oránia-Fulda, majd Oránia-Nassau hercege; 1813-ban, Napóleon száműzetése után az Egyesült Hollandia uralkodó hercegévé, 1815-ben pedig királyává kiáltotta ki magát. Uralkodása alatt Belgium elszakadt Hollandiától. 1840-ben valamennyi címéről lemondott fia, II. Vilmos javára.

## Ifjúsága

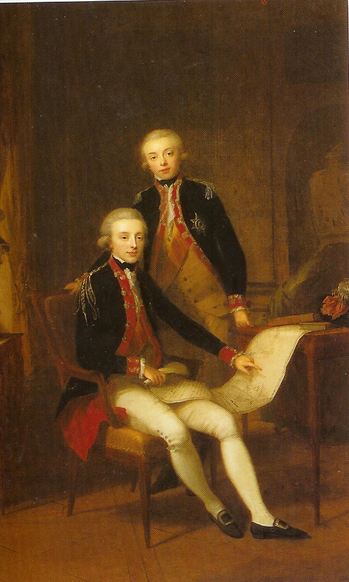
A fiatal Vilmos és öccse, Frigyes

Vilmos 1772. augusztus 24-én született Hágában a holland Egyesült Tartományok utolsó stadhouderének, V. Vilmos orániai hercegnek és feleségének, Hohenzollern Vilmának legidősebb fiaként. Tanítói között volt a híres svájci matematikus, Leonhard Euler és a holland történész, Herman Tollius. Miután 1787-ben porosz segítséggel leverték a batáviai forradalmat, Vilmos 1788-89-ben az egyik legjobb német katonai akadémián tanult Braunschweigben. 1790-ben egy körút során számos európai királyi és hercegi udvart végiglátogatott, ekkor találkozott Berlinben leendő feleségével is. Ezután rövid ideig a Leideni Egyetemen tanult, majd még 1790-ben kinevezték a Tartományok hadseregének gyalogsági tábornokává és az államtanács tagjává. 1791 novemberében Hágába vitte menyasszonyát.
1793 februárjában a Francia Köztársaság hadat üzent az Egyesült Tartományoknak. Vilmos a hadsereg mobil részének (veldleger) parancsnoka lett; a főparancsnok továbbra is apja maradt. Ő vezette az 1793-95-ös flandriai hadjáratban részt vevő holland csapatokat, részt vett veurne-i, menini, fleurusi és werviki csatákban (utóbbiban öccse is megsebesült), valamint Landrecies sikeres ostrománál (1794). 1794 májusában II. Ferenc császár javaslatára átvette Kaunitz tábornoktól az egyesült osztrák-holland csapatok vezetését. A francia hadsereg azonban erősebb volt és a szövetséges hadvezetés is hagyott maga után kívánnivalót. A boxteli csata után a franciák megszállták Brabant holland részét, 1794-95 telén pedig, amikor a Rajna torkolata is befagyott, átkeltek a legfontosabb holland védművön, a Vízivonalon. A korábban elfojtott forradalom hívei sok helyen elkergették a helyi hatóságokat és 1795. január 18-án Amszterdam is fellázadt. A stadhouder családjával együtt Angliába menekült, másnap pedig kikiáltották a Batáviai Köztársaságot.

## Száműzetésben
Nem sokkal Angliába érkezése után Vilmos visszatért a kontinensre, ahol öccse Osnabrückben egybegyűjtötte a holland hadsereg maradékait, hogy betörjenek a Batáviai Köztársaság területére. A semleges porosz kormány azonban leállította az akciót.
A trónörökös legközelebb 1799-ben tette lábát holland földre, amikor a második koalíciós háború keretein belül Anglia és Oroszország közös partraszállást hajtott végre Hollandiában. Vilmosnak sikerült zendülést szítania egy batáviai hajóraj legénysége között és rávette őket, hogy adják meg magukat a brit flottának. A remélt célt, a népfelkelést azonban nem sikerült elérnie. Néhány kisebb csata után kiegyeztek a franciákkal és az inváziós erők visszavonultak. Az átállt hajók legénységéből Vilmos létrehozta Királyi Holland Dandárt, melyet Wight szigetén képeztek ki és végül Írországba küldték őket. Miután az angolok békét kötöttek Napóleonnal, a dandárt 1802-ben feloszlatták és sok tagja az amnesztiában bízva visszatért hazájába.
A britekben csalódott V. Vilmos stadhouder Németországba távozott. Fia azonban 1802-ben meglátogatta Napóleont a Saint-Cloud kastélyban és kölcsönösen rokonszenvesnek találták egymást. Az első konzul megígérte neki, hogy fontos szerephez juttatja az újjászervezett Batáviai Köztársaságban. Vilmos sógora, III. Frigyes Vilmos a semleges Poroszország királya 1802. május 23-án porosz–francia konferenciát hívott össze, ahol az Oránia-Nassaui házat részben kárpótolták hollandiai veszteségeikért és létrehozták számukra a Nassau–Oránia–Fuldai Hercegséget. V. Vilmos a fiának adta át a hercegi címet.
1806-ban beállt a hadiállapot Franciaország és Poroszország között. Vilmos porosz rokonainak oldalára állt, bár formálisan francia hűbéres volt. A holland herceg egy porosz egységet vezetett az auerstädti csatában. A csata elveszett és egy nappal később Vilmos Erfurtban megadta magát. Fogságba esett és bár hamar kiváltották, Napóleon elvette tőle hercegségét. Szabadon engedésének feltétele volt, hogy a háborúban nem fog fegyvert a franciák ellen, de a tilsiti béke után évjáradékot kapott Párizsból.
Később ugyanabban az 1806-os évben V. Vilmos meghalt és Vilmos megörökölte az Oránia hercege titulust és igényét a Nassaui Hercegségre.
1809-ben az Ausztria és Franciaország közötti fokozódó feszültség újabb háborúhoz vezetett. Vilmos csatlakozott az osztrák hadsereghez, ahol Feldmarschalleutnant (altábornagyi) rangot kapott. 1809 júliusában Károly főherceg törzsének tagjaként részt vett a wagrami csatában, ahol megsebesült a lábán.
A porosz száműzetésben élő Vilmos 1813 márciusában találkozott I. Sándor orosz cárral és megkapta elvi támogatását a független Hollandia restaurációjához, melynek ő lesz majd az uralkodója.

## Vilmos visszatérése

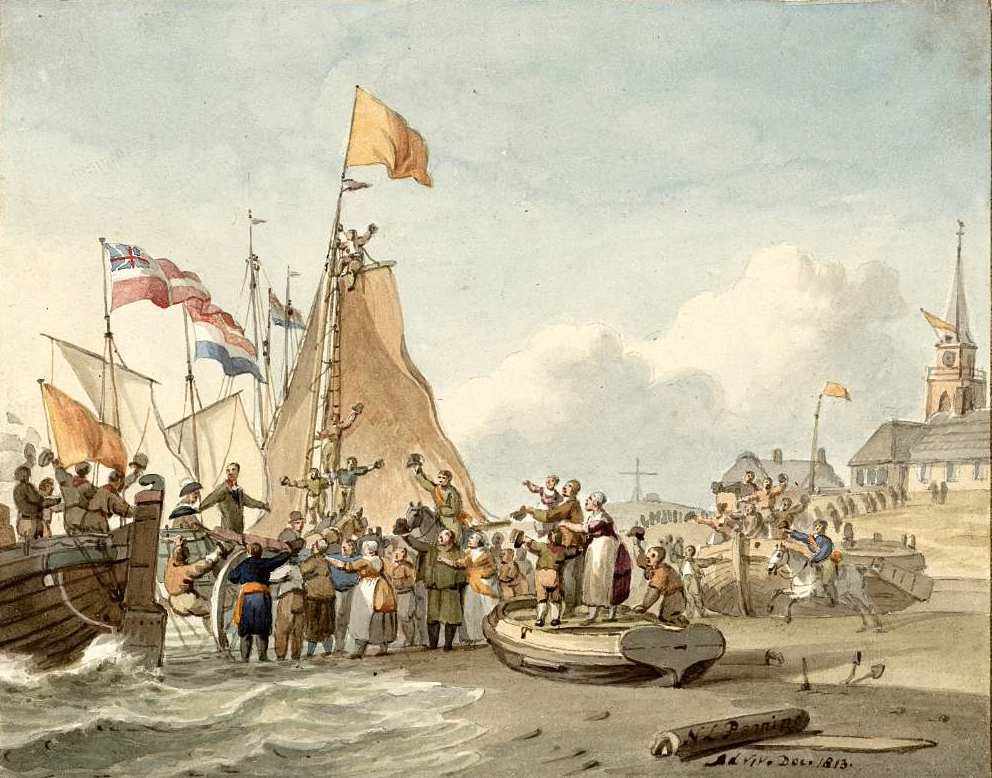
Vilmos visszatérése Hollandiába

1813 októberében Napóleon vereséget szenvedett a lipcsei csatában és a francia csapatok egész Európából visszavonultak hazájukba. Az 1810-ben annektált Hollandiát is elhagyták a megszállók és a keletkező hatalmi űrben az orániai párt és több batáviai politikus 1813 novemberében ideiglenes kormányt hoztak létre. Bár a kormánytagok közül többen 18 évvel korábban tevékeny részt vállaltak V. Vilmos elűzésében, mindannyian elfogadták, hogy az új rendszer vezetője Vilmos lesz. Abban is egység volt, hogy az ország számára kedvezőbb, ha maguk hozzák létre a független holland államot, mint ha a nagyhatalmak teszik azt saját érdekeik mentén.
A kormányzat meghívására Vilmos 1813. november 30-án visszatért hazájába. A brit HMS Warriorról szállt ki a scheveningeni tengerpartra, majdnem pontosan ott, ahonnan 18 évvel korábban apjával száműzetésbe vonult. A kormány felajánlotta neki, hogy legyen az ország királya, de Vilmos egyelőre beérte az uralkodó herceg titulussal és kinyilvánította, hogy a nép jogait "egy bölcs alkotmányban" kell biztosítani. Vilmos alkotmánya majdnem abszolút hatalmat biztosított számára. A miniszterek közvetlenül neki feleltek és az egykamarás parlamentnek csak korlátozott jogai voltak.
Vilmos uralkodó hercegi beiktatása (a holland uralkodókat nem koronázzák) az amszterdami Új Templomban történt. 1814 augusztusában a szövetséges hatalmak ráruházták Osztrák-Németalföld (a mai Belgium) kormányzóságát is. Nassaui birtokigényeiről lemondott és cserébe megkapta Luxemburgot, melynek ő lett az első nagyhercege. A nagyhatalmak képviselői 1814 júliusában a Londonban tartott titkos találkozójukon megegyeztek, hogy a katolikus és protestáns Németalföldet egy államban egyesítik, amely remélhetően elég erős lesz ahhoz, hogy ellenálljon Franciaországnak.

## Hollandia királya

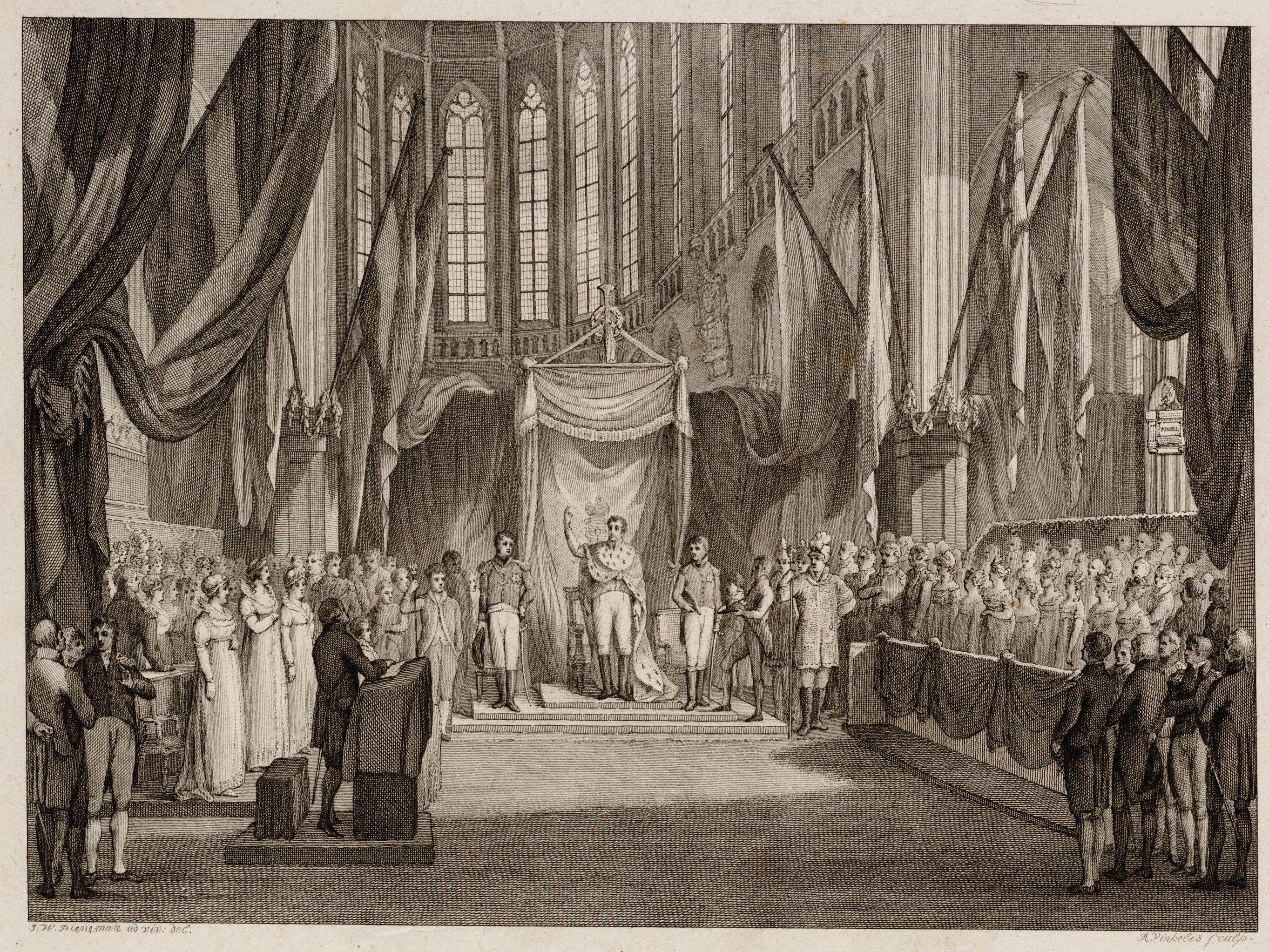
Vilmos beiktatása Amszterdamban

Miután Napóleon megszökött Elbáról, Vilmos a nagyhatalmak sürgetésére, állama státuszát megerősítendő, kikiáltotta a királyságot. Fia, a leendő II. Vilmos maga is harcolt a waterlooi csatában. A francia császár legyőzése és Szent Ilona szigetére küldése után Vilmos új alkotmányt fogadtatott el, melyben az ország, a Holland Egyesült Királyság (Verenigd Koninkrijk der Nederlanden) államformáját örökletes monarchiaként határozták meg és az uralkodó kezében továbbra is jelentős hatalom összpontosult. A parlamentet két házra osztották. A felsőház (Eerste Kamer) tagjait a király jelölte ki, míg az alsóház (Tweede Kamer) képviselői a tartományokban tartott, korlátozott szavazás eredményeképpen kerültek helyükre. A 110 képviselői hely egyenlően oszlott meg a protestáns Észak és a katolikus Dél között, noha az utóbbi lakossága (3,5 millió) jelentősen meghaladta az előbbiét (2 millió). A parlament elsődleges funkciója a király által hozott rendeletek és törvények jóváhagyása volt.
Az alkotmányt népszavazás hagyta jóvá, ami északon érvényes volt, ám délen kevesen szavaztak és Vilmos a távolmaradókat is igennel szavazóknak értelmezte. Brüsszeli beiktatási ünnepségén nagy mennyiségű rézpénzt osztottak ki a nép között, Vilmos innen kapta egyik csúfnevét, a Rézkirályt.
Vilmos elsődleges célja a gazdaság fellendítése volt, innen kapta másik gúnynevét, a Kereskedőkirályt. Több kereskedőtársaságot alapított, például a brüsszeli Általános Társaságot, amely a belga függetlenség után az állam legfontosabb befektetője és egy ideig nemzeti bankja is volt. A déli tartományokban ő alapította Leuven, Gent és Liège egyetemeit. Délen jelentősen fejlődött az ipar, északon pedig a kereskedelem, főleg a gyarmatokkal (Holland Kelet-India, Suriname, Curaçao, Holland Aranypart). A képződött jövedelem azonban elsősorban északi, holland kezekben realizálódott, ami tovább növelte a feszültséget a két országrész között. Vilmos nyelv- és valláspolitikájával is elidegenítette magától déli alattvalóit. Flandria flamandlakta régióiban a hollandot vezették be hivatalos nyelvként, mellyel kiváltották a franciául beszélő vallon arisztokrácia és ipari munkásság tiltakozását. Valamennyi iskolában kötelezővé tették a holland nyelv és protestáns vallás oktatását, így elterjedt a vélekedés, hogy a király el akarja tüntetni az országból a katolicizmust és a francia nyelvet.

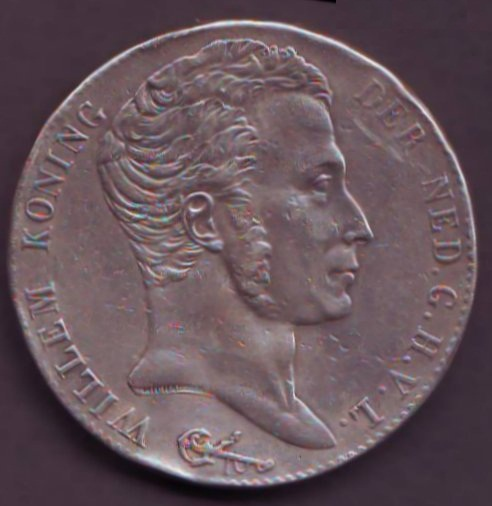
I. Vilmos király ezüst 3 guldenes érméjének előoldala az uralkodó portréjával, 1820-ból.
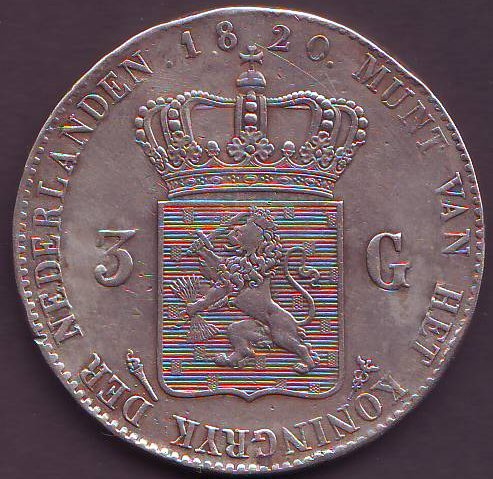
I. Vilmos király 3 guldenes érméjének hátoldala 1820-ból.

## A belga forradalom

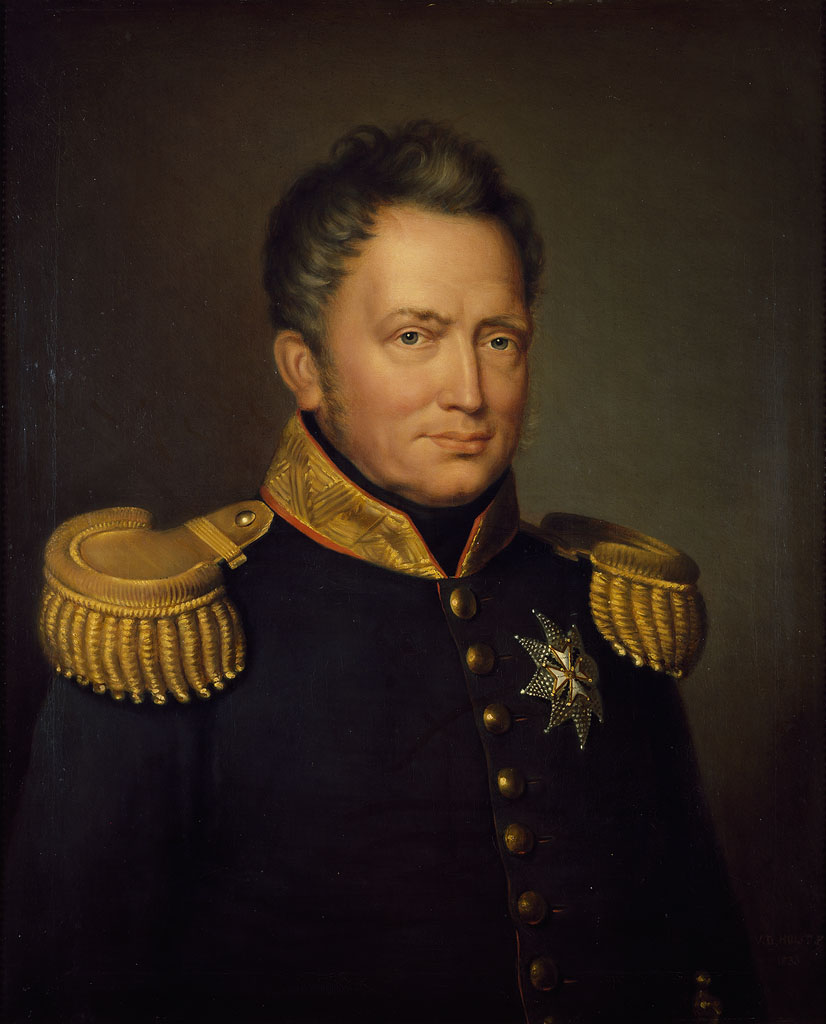
I. Vilmos (Jean-Baptiste Van der Hulst képe, 1833)

1830 augusztusában Brüsszelben bemutatták Daniel Auber operáját, A portici némát, mely a nápolyiak elnyomásáról szólt. Az előadás nyomán fellángolt a nacionalizmus és a hollandellenesség, tüntetések és utcai csetepaték törtek ki, főleg a népszerűtlen Cornelis Felix van Maanen igazságügyminiszter ellen. A feldühödött Vilmos katonaságot küldött Brüsszelbe, de a tüntetések más déli városokra is átterjedtek és hamarosan általános felkeléssé fejlődtek. A lázadók kikiáltották a független Belgiumot.
Vilmos 1831-ben fiai, Vilmos és Frigyes vezetésével a hadsereget küldte a forradalom leverésére. A tíznapos hadjáratban a holland csapatok sikeresen előretörtek, de a francia intervenció fenyegetése miatt vissza kellett vonulniuk. A hadiállapot egészen 1839-ig fennállt - és a fegyveres erők fenntartása komoly terhet jelentett a holland költségvetésnek -, amikor a nagyhatalmak nyomására Vilmos a londoni szerződésben elismerte Belgium függetlenségét.

## Alkotmányreform és Vilmos lemondása
Belgium függetlenedése miatt 1840-ben átírták az alkotmány rá vonatkozó tételeit. A parlament egyúttal bevezette a miniszterek büntetőjogi felelősségét is, amellyel csökkentették a király hatalmát. A liberalizálódó polgárság is politikai reformokat követelt. Vilmos népszerűsége jelentősen visszaesett, mikor bejelentette, hogy feleségül veszi elhunyt felesége udvarhölgyét, a belga és katolikus Henrietta d'Oultremont-t. A csalódott király úgy döntött hogy lemond. 1840. október 7-én minden címét idősebb fiára, Vilmosra testálta és Henriettával (akivel 1841 februárjában összeházasodott) Berlinbe vonult vissza. Itt halt három évvel később, 1843. december 12-én, 71 éves korában.

## Családja

I. Vilmos monogramja

Vilmos 1791. október 1-én házasodott össze unokatestvérével, II. Frigyes Vilmos porosz király lányával, Hohenzollern Vilmával (Friederike Luise Wilhelmine von Hohenzollern). Hat gyermekük született:
- Vilmos Frigyes György Lajos (1792-1849) II. Vilmos néven Hollandia királya
- koraszülött fiú (1795-1795)
- Vilmos Frigyes Károly (1797–1881)
- Vilma Friderika Lujza Paulina Charlotte (1800–1806)
- koraszülött fiú (1806-1806)
- Vilma Friderika Lujza Charlotte Marianna (1810–1883) 1830-ban feleségül ment Albert porosz herceghez

## Fordítás
- Ez a szócikk részben vagy egészben  a   William I of the Netherlands című angol Wikipédia-szócikk ezen változatának fordításán alapul.  Az eredeti cikk szerkesztőit annak laptörténete sorolja fel. Ez a jelzés csupán a megfogalmazás eredetét és a szerzői jogokat jelzi, nem szolgál a cikkben szereplő információk forrásmegjelöléseként.